# Parafia św. Jana Chrzciciela w Bieniakoniach
Parafia św. Jana Chrzciciela w Bieniakoniach – rzymskokatolicka parafia znajdująca się w diecezji grodzieńskiej, w dekanacie Raduń, na Białorusi.

## Historia
Pierwszy, drewniany kościół pw. św. Jana Chrzciciela w Bieniakoniach powstał w 1634 i został ufundowany przez ówczesnego właściciela wsi Jana Czaplińskiego. Wówczas też erygowano przy nim parafię. W 1737 powstała nowa świątynia. W tych czasach kościół jest wymieniany pw. św. Jerzego. W XIX w. liczba parafian dochodziła do 5000, a do parafii należały kaplice w Konwaliszkach i Butrymańcach. W latach 1900–1902 wybudowano nowy, obecny kościół.

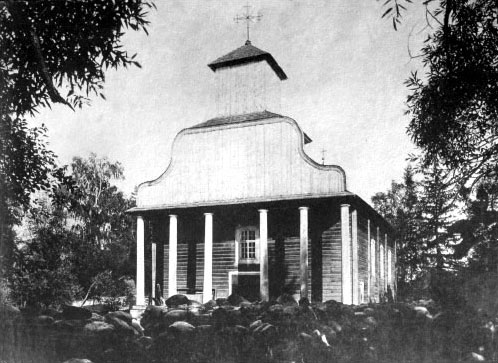
Pierwszy drewniany kościół św. Jana Chrzciciela w Bieniakoniach

W latach międzywojennych parafia leżała w archidiecezji wileńskiej, od 1925 w dekanacie Bieniakonie. Przed II wojną światową liczyła ponad 6500 wiernych.
W czasach komunizmu parafia funkcjonowała do 1951. 8 czerwca tego roku władze komunistyczne aresztowały bieniakońskiego proboszcza ks. Dominika Hojlusza, który następnie został skazany na 25 lat łagrów i w 1953 zmarł w Irkucku. Przez następne 10 lat parafię obsługiwał ks. Apolinariusz Zubielewicz z parafii w Konwaliszkach. W 1961 kościół został znacjonalizowany. Następnie służył jako magazyn paliw i szpital psychiatryczny.
Na fali odwilży, 10 grudnia 1988 kościół został zwrócony i rozpoczęto jego remont. 21 grudnia 1988 odprawiono pierwsze nabożeństwo. Po upadku Związku Sowieckiego parafia została przedzielona białorusko-litewską granicą państwową, co wymusiło zmianę jej granic. W latach 1989–1998 parafię prowadzili księża pallotyni. Następnie wróciła ona pod opiekę duchowieństwa diecezjalnego.

## Duszpasterze
Proboszczowie:
- 1674-1675 – ks. Lipnicki
- 1676-1677 – ks. Goryszewski
- 1743-1744 – ks. Franciszk Schabikowski
- 1771-1772 – ks. Antoni Pomorski
- 1790-1791 – ks. Michał Dłusski
- 1797-1811 – ks. Wincenty Mikucki
- 1817-1826 – ks. Justyn Niskowsli
- 1835-1856 – ks. Kazimierz Kulbacki
- 1859-1862 – ks. Karol Sobolewski
- 1862-1863 – ks. K. Łódź
- 1863-1870 – ks. Karol Sobolewski
- 1871-1872 – ks. Mojżesz Jusiewicz
- 1872-1889 – ks. Józef Sienkiewicz
- 1890-1893 – ks. Leopold Czechowski
- 1894-1897 – ks. Jan Stęporzycki
- 1897-1905 – ks. Tadeusz Zahorski
- 1905-1907 – ks. Jan Jankiewicz
- 1909-1911 – ks. Medardus Uzumecki
- 1912 (IV-XII) – ks. Antoni Słabszycki
- 1912-1921 – ks. Jan Stragas
- 1924-1925 – ks. Nikodem Kozłowski
- 1925-1937 – ks. Józef Dubietis
- 1937-1951 – ks. Dominik Gajlusz
- 1951-1955 – brak kapłana
- 1955-1961 – ks. Apolinary Zubielewicz (dojeżdżał raz w miesiącu z sąsiedniej parafii)
- 1961-1988 – brak kapłana, przejęcie kościoła przez państwo
- 1988 r. – ks. Henryk Jabłoński
- 1989-1991 – ks. Marian Kopeć SAC
- 1991-1993 – ks. Józef Lisiak SAC
- 1992-1994 – ks. Jacek Jakubczyk SAC
- 1994-1998 – ks. Wacław Sutkowski SAC
- 1994-1998 – ks. Andrzej Witek SAC
- 1998-2000 – ks. Paweł Goliński
- od 2000 r. – ks. Stanisław Łaban

Wikariusze:
- 1835-1836 – o. Nestor Jędrzykowski SchP
- 1863 – ks. Józef Sienkiewicz
- 1863 – ks. Paweł Suchocki
- 1871-1872 – o. Antoni Dylkiewicz OFM
- 1894-1895 – ks. Wincenty Stefanowicz
- 1905-1907 – ks. Tadeusz Zahorski
- 1918-1919 – ks. Stanisław Chodyka
- 1928-1929 – ks. Aleksander Bebke
- 1930-1934 – ks. Stanisław Sieluk
- 1936-1939 – ks. Apolinary Zubielewicz
- 1940-1941 – ks. Michał Aronowicz